# Frank James

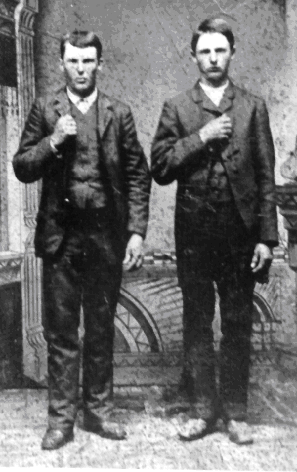
Frank James (till höger) och brodern Jesse, 1872.

Alexander Franklin "Frank" James, född 10 januari 1843 i Kearney i Missouri, död 18 februari 1915, var en amerikansk armésoldat och gerillasoldat i amerikanska inbördeskriget samt fredlös. Han var äldre bror till Jesse James. Han var känd för att citera Shakespeare och andra litterära verk.

## Fotnoter
1. 1 2  Find a Grave, Find A Grave-ID: 537, läs online, läst: 9 oktober 2017.[källa från Wikidata]
2. 1 2  GeneaStar, GeneaStar person-ID: alexanderfranklinjaa.[källa från Wikidata]
3. ↑  Roglo, person-ID på Roglo: p=frank;n=james.[källa från Wikidata]
4. ↑  Libris, Kungliga biblioteket, 26 september 2012, Libris-URI: wt79b19f436fl00, läst: 24 augusti 2018.[källa från Wikidata]